# Middelhavssølvmåge
Middelhavssølvmågen (Larus michahellis) er en fugleart i familien mågefugle. Den yngler i det sydlige Europa og nordvestlige Afrika og har desuden bredt sig til Vesteuropa. Den ligner sølvmågen, men har som voksen altid gule ben og mere sorte vingespidser. Ungfugle kendes på en mere kontrastfarvet hale. Arten overvintrer mod nord i Europa, hvor den kan ses i Danmark hele året.

## Tidligere underart af sølvmåge
Middelhavssølvmågen blev tidligere betragtet som en underart indenfor samme art som sølvmåge og kaspisk måge under navnet gulbenet måge, men blev i begyndelsen af 2000-tallet udskilt som en art.